# Mareuil-le-Port
Mareuil-le-Port è un comune francese di 1 262 abitanti situato nel dipartimento della Marna nella regione del Grand Est.

## Società

### Evoluzione demografica
Abitanti censiti